# Silvia Thalmann-Gut
Silvia Thalmann-Gut (* 26. Juli 1961 in Baar) ist eine Schweizer Politikerin (Die Mitte, vormals CVP). Seit 2019 ist sie Regierungsrätin des Kantons Zug.

## Beruf
Silvia Thalmann-Gut wuchs mit zwei Schwestern in Baar auf und erwarb das Lehrerinnendiplom am Seminar Bernarda in Menzingen. Ab 1988 war sie als Primarlehrerin auf der Mittelstufe im Kanton Aargau tätig und wechselte 1996 als Erwachsenenbildnerin zur Bank Julius Bär. Es folgten berufsbegleitende Studien, die sie als diplomierte Betriebsausbildnerin, als Personalfachfrau und als Fachfrau im Finanz- und Rechnungswesen abschloss. Sie arbeitete in verschiedenen Betrieben als Personalverantwortliche. 2014 bis 2018 war sie Geschäftsstellenleiterin bei der Katholischen Kirchgemeinde Zug.
Sie war Verwaltungsratspräsidentin der Zugerland Verkehrsbetriebe und der Schulen St. Michael Zug, sowie Präsidentin der Harmoniemusik der Stadt Zug. 
Silvia Thalmann-Gut ist verheiratet, hat einen Sohn und wohnt in Oberwil bei Zug.

## Politik
Schon zu Hause kam Silvia Thalmann-Gut in Berührung mit der Politik, ihre Eltern waren eng befreundet mit dem Regierungs- und Bundesrat Hans Hürlimann und seiner Frau Marie-Theres.
1999 kandidierte Silvia Thalmann-Gut für den Nationalrat. Von 2001 bis 2006 war sie Präsidentin der CVP Stadt Zug und von 2007 bis 2018 Mitglied des Zuger Kantonsrates. Als Kantonsrätin setzte sie sich vergeblich für eine Verkleinerung der Kantonsregierung von sieben auf fünf Sitze ein. Thematische Schwerpunkte waren Bildung, sowie Wirtschaft und Finanzen.
Im Vorfeld der kantonalen Regierungswahlen 2018 erklärte sie: «Ich bin weder eine Emanze noch eine Frauenrechtlerin, sondern eine Frau, die bereit ist, Verantwortung zu übernehmen.» Eine rein mit Männern besetzte Regierung wäre nicht gut, sagte sie.
Am 7. Oktober 2018 wurde sie in den Regierungsrat gewählt und ist seit ihrem Amtsantritt anfangs 2019 Vorsteherin der Volkswirtschaftsdirektion. Während die zehn Amtsleitungen in dieser Direktion bisher alle in Männerhand waren, wählte sie auf März 2019 eine erste Frau.
Im Dezember 2022 wurde sie zur Frau Landammann gewählt und präsidert für zwei Jahre den Regierungsrat.